# Cerchi di pietra di Senegambia
Cerchi di pietra di Senegambia è il nome con cui è noto un sito inserito dal 2006 nell'elenco dei Patrimoni dell'umanità dell'UNESCO che si trova sul confine fra il Gambia ed il Senegal. Questa regione, che si estende su di una superficie di circa 39.000 chilometri quadrati nella zona del fiume Gambia, è anche conosciuta col nome di Wassu in Gambia e col nome di Sine-Saloum in Senegal.

## Storia
Le pietre che compongono il sito vennero erette in un'epoca compresa fra il III secolo a.C. e il XVI secolo d.C. sopra a precedenti sepolture. Ogni cerchio è composto di un numero di pietre variabile fra 10 e 24, variabili in forma e dimensioni; le più pesanti superano le 10 tonnellate di peso, hanno altezze comprese fra 1 e 2,5 metri e sono composte di laterite. Sono stati censiti circa mille cerchi di pietre, con la più alta concentrazione situata nei pressi di Djalloumbéré (un migliaio di pietre divise in 52 cerchi). Il villaggio di Wassu ha dedicato un museo alle pietre.
Non è noto lo scopo che spinse queste popolazioni ad erigere i cerchi di pietra, ma recenti scavi archeologici, descritti dalla National Geographic Society nel 2006, suggeriscono scopi funerari a causa dei numerosi resti umani ritrovati nei diversi siti in cui le pietre si trovano. Una delle teorie degli studiosi sostiene che alcune parti dei corpi dei defunti siano state sepolte in tombe diverse ed in tempi diversi.

## World Heritage Sites
Gambia
- Kerr Batch 13°45′16.43″N 15°04′05.27″W
- Wassu 13°41′29.49″N 14°52′23.2″W

Senegal
- Sine Ngayène 13°41′43″N 15°32′07″W
- Wanar 13°46′27.44″N 15°31′22.98″W